# Coleman Hawkins
Coleman Hawkins   (St. Joseph, 21 de novembre de 1904 - Nova York, 19 de maig de 1969) conegut en l'ambient jazzístic com "Bean" , és a dir, "mongetes o fesols" i també com "Haw", és a dir "falcó". Va ser un saxofonista de jazz. És considerat com un dels tres grans "big three" saxofonistes tenors de l'era del swing amb Ben Webster i Lester Young.
La seva influència sobre saxofonistes veterans com Don Byas, o el citat Ben Webster i, sobretot amb saxofonistes més joves com Sonny Rollins, Archie Shepp i un llarg etc. és de tal magnitud que resulta difícil determinar la justa mida del seu llegat musical.

## Biografia
Va estudiar música clàssica al Washburn College de Kansas City, en un ambient acadèmic molt rigorós, i després a Chicago. Els seus primers instruments van ser el piano i el violoncel. Va començar a tocar el saxo tenor a nou anys i als onze ja el tocava amb l'orquestra del col·legi.
Amb setze anys va treballar en la regió de Kansas City (1920) i després va fer una gira amb Mamie Smith (1922-1923). Va arribar a Nova York on va treballar en vàries orquestres, entre elles la de Fletcher Henderson on va ser membre titular (1923-1934). Reclutat per Jack Hylton, líder d'una banda de jazz i empresari britànic, va viatjar a Europa on va tocar amb diverses orquestres. Va ser expulsat de la Alemanya nazi per ser negre i es va traslladar a Holanda primer i després a París on va gravar amb músics com Estéphane Grapelli o Django Reinhardt.
Quan va tornar a Nova York (1939), va fundar una big band i va tocar en "temples" del swing com el Savoy Ballroom o el Apollo Theatre (1939-1941). Va gravar una versió de la cançó "Body and Soul" que va ser la seva consagració definitiva com un dels grans saxos tenors lírics. Aquest disc és un dels més venuts de la història del jazz i encara és considerat com una obra mestra.
Després va tocar i gravar amb petites formacions de jazz i es va interessar pels treballs de joves músics del nou estil avantguardista bebop com Thelonius Monk, Milt Jackson, Max Roach o Dizzy Gillespie.
Va formar part del JATP (Jazz At The Philarmonic) del empresari de jazz Norman Granz i va fer nombroses gires per Europa, després de la Segona Guerra Mundial,  on va tocar amb l'orquestra d'Illinois Jacquet en bases nord-americanes. També va participar en Festivals de Jazz com el de París o el de Cannes, on va tocar amb Don Byas, Stan Getz, Guy Lafitte o Barney Wilen (1958).
Va gravar el disc "Coleman Hawkins encounters Ben Webster" la trobada de dos dels més grans saxos tenors de la història del jazz (1957), després va gravar amb Duke Ellington (1962) i Sonny Rollins (1963).
Feia temps que Hawkins havia tornat a beure molt i la seva salut se'n va ressentir. Pocs dies abans de la seva mort, per una pneumònia, (1969) va aparèixer a televisió en companya de Roy Eldridge amb el que havia format un quintet anys abans en Nova York. Està enterrat en un cementiri del Bronx de Nova York.

## Valoració musical
Hawkins va tenir nombrosos seguidors i innumerables deixebles. La Primera època va ser una transposició al saxo de l'estil dels clarinetistes de Nova Orleans, però com també va fer Louis Armstrong, se'n va anar allunyant de mica en mica d'una excessiva fidelitat a la tradició. El seu so aspre del començament es va tornar lleuger, suau i amb una ornamentació més lírica que va fer d'ell un intèrpret incomparable de balades.
Més endavant farà uns interessants intercanvis musicals amb els músics avantguardistes de bebop. La seva formació clàssica li va permetre evolucionar sense grans dificultats amb unes trames harmòniques de complexitat creixent, amb la que molts dels seus col·legues no estaven preparats per assolir.

## Discografia seleccionada
Com a lider
- Body and Soul (1939-1956)
- The Hawk in Paris with Manny Albam and his orchestra (1956)
- The Coleman Hawkins, Roy Eldridge, Pete Brown, Jo Jones All Satars at Newport (1957)
- Coleman Hawkins encounters Ben Webster (1957)
- Coleman Hawkins and Confrères with Oscar Peterson Trio, Roy Eldridge and Ben Webster (1958)
- Duke Ellington meets Coleman Hawkins (1962)
- Desafinado (1962)
- Sonny meets Hawk! amb Sonny Rollins (1963)

Com a músic de secció
- amb Fletcher Henderson: A Study in Frustation (1927-1936)
- amb Django Reinhardt: and his American Friends Volume 1 (1935-1937)
- amb Dizzy Gillespie: The Complete RCA Victor Recordings (1937-1949)
- amb Thelonius Monk: Monk's Music (1957)